# 진통제

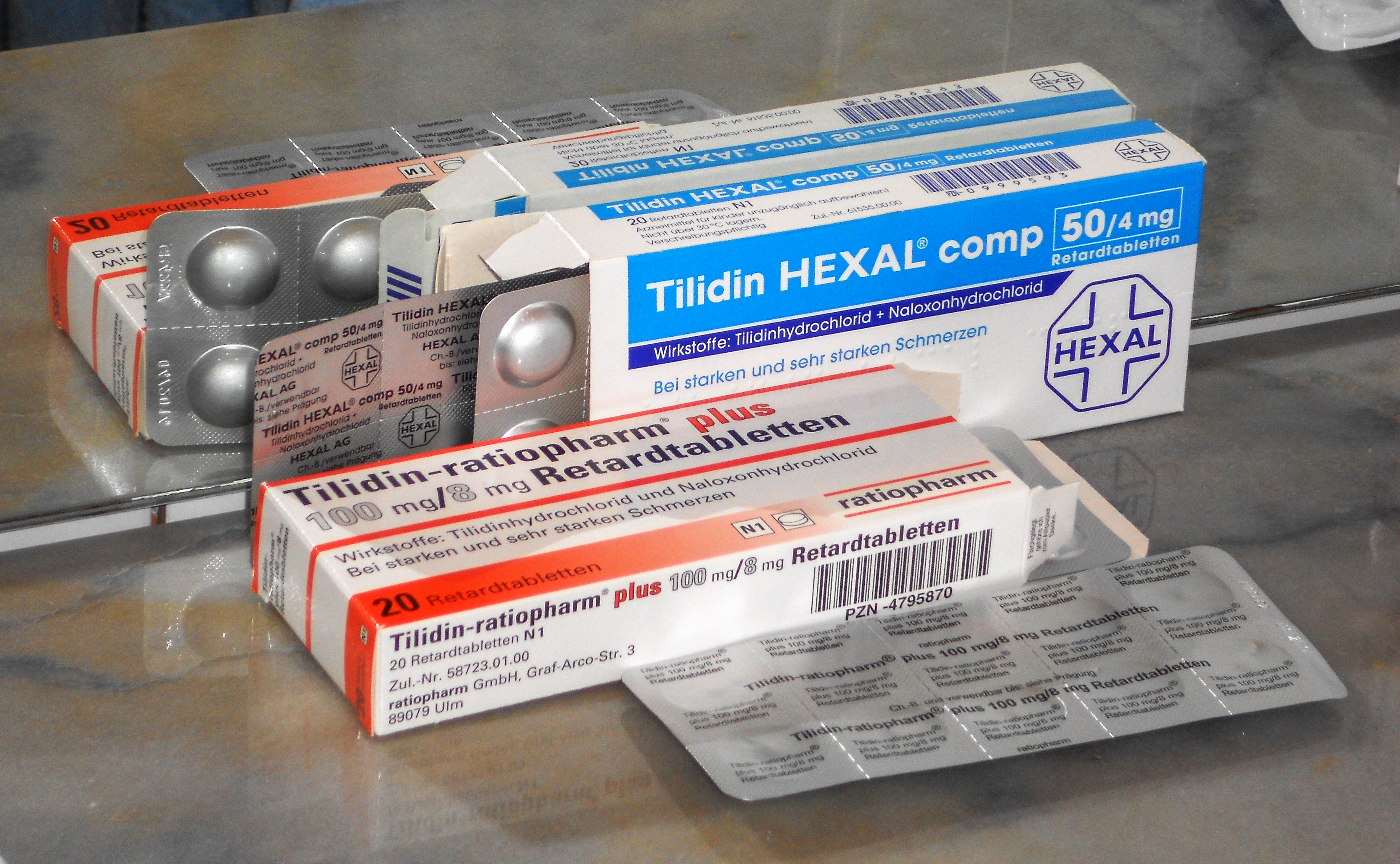

진통제(鎭痛劑, painkiller 또는 analgesic)는 질병 또는 그 밖의 상해로 인한 통증 및 아픔을 사람 또는 동물이 느끼지 못하도록 하는 약이다. 사람이나 동물이 신경을 통해서 아픔을 느끼기 때문에 신경의 기능을 마비시켜 아픈 부위에서의 전기적 신호를 차단해 뇌가 아픔을 인지하지 못하도록 한다. 진통제의 신경 마비성 물질이 혈류 속에 있으면서 몸 안을 돌아다니기 때문에 혈류를 거르는 신장에 의해 계속적으로 혈류 속 진통제의 농도가 줄어든다. 따라서, 진통제의 효과는 섭취 후 일정 시간이 지나면 감소하며, 작용 효과를 유지하기 위해서는 주기적으로 진통제를 공급해 주어야 한다. 진통제는 단지, 신체의 아픈 부위에 대한 통증을 느끼지 못하도록 일시적으로 마비시키는 약이기 때문에 통증의 원인이 되는 질병 또는 상해의 직접적 치료에 대해서는 무관하다. 진통제는 크게 세 가지 방법으로 생체에 투여하는데 식도를 통한 섭취, 직접 주사하여 혈류에 투여하는 방법, 마지막으로 파스와 같이 피부에 부착하여 통증 부위에 진통제를 투여하는 방법이다. 충분한 임상시험을 거친 후 판매되는 약이기 때문에 단기간 먹었을 때 크게 인체에 해를 주지는 않지만 장기간 복용시 인체에 무리가 될 수 있으므로 주의하여 투여해야 한다.

## 진통제의 분류
진통제는 대부분 해열, 소염 효과를 같이 있는 경우가 대부분이다. 즉 소염제라고도 한다. 항염제는 스테로이드성 소염제와 비스테로이드성 소염제로 나눈다.
즉 진통제는 1)순수 진통, 해열 효과만 있고, 소염 효과는 거의 없는 일반 진통제(아세트아미노펜, 트라마돌 등), 2)스테로이드, 3)비스테로이드성 소염 진통제(브루펜등), 4)마약성 진통제(모르핀, 데메롤) 등으로 나눌 수 있다.

## 같이 보기
- 각성제
- 진정제
- 환각제